# Уаскаран (гора)
Уаскара́н (исп. Huascarán, кечуа Waskaran) — гора в Андах высотой 6768 м, самая высокая точка Перу и четвёртая по высоте гора Южной Америки. Вершина Уаскарана вторая самая удалённая от центра Земли точка поверхности после потухшего вулкана Чимборасо в Эквадоре. Эти две вершины, а также вулкан Котопахи в Эквадоре и потухший вулкан Килиманджаро в Танзании находятся дальше от центра Земли, чем Эверест.
Гора Уаскаран расположена в одноимённом национальном парке и является частью массива Кордильера-Бланка. Помимо основного пика Уаскаран-Сур, у горы имеется ещё два — Чопикальки и Уаскаран-Норте. Первое восхождение осуществила в 1932 году группа немецких и австрийских альпинистов. На пик Уаскаран-Норте первой забралась американка Энни Смит-Пек в 1908 году.
Гора Уаскаран известна катастрофическими событиями. 13 декабря 1941 года прорыв озера Палькочоча вызвал сель, который разрушил город Уарас, погибло 5000 человек. 10 января 1962 года сорвавшийся с горы Уаскаран ледник породил сель объёмом 13 млн кубометров, в результате которого погибли 4000 человек. 31 мая 1970 года из-за землетрясения на северном склоне произошёл крупный ледяной обвал, который вызвал сель, похоронивший под собой чехословацкую альпинистскую группу, город Юнгай и окрестную долину, погибло 20000 человек:33-34.
Выяснилось, что на горе Уаскаран значение ускорения свободного падения является самым низким на Земле — 9,7639 м/с².